# Odontomyia timorensis
Odontomyia timorensis är en tvåvingeart som först beskrevs av Lindner 1951.  Odontomyia timorensis ingår i släktet Odontomyia och familjen vapenflugor. Inga underarter finns listade i Catalogue of Life.